# Kostel Saint-Honoré-d'Eylau (nový kostel)
Kostel Saint-Honoré-d'Eylau (tj. svatého Honoria z Eylau) je katolický farní kostel v 16. obvodu v Paříži na Avenue Raymond-Poincaré.

## Historie
Nový kostel Saint-Honoré-d'Eylau byl postaven v roce 1896 nejprve jako kaple Katechismu. V roce 1974 byla kaple povýšena na farní kostel, který získal svůj dnešní název.

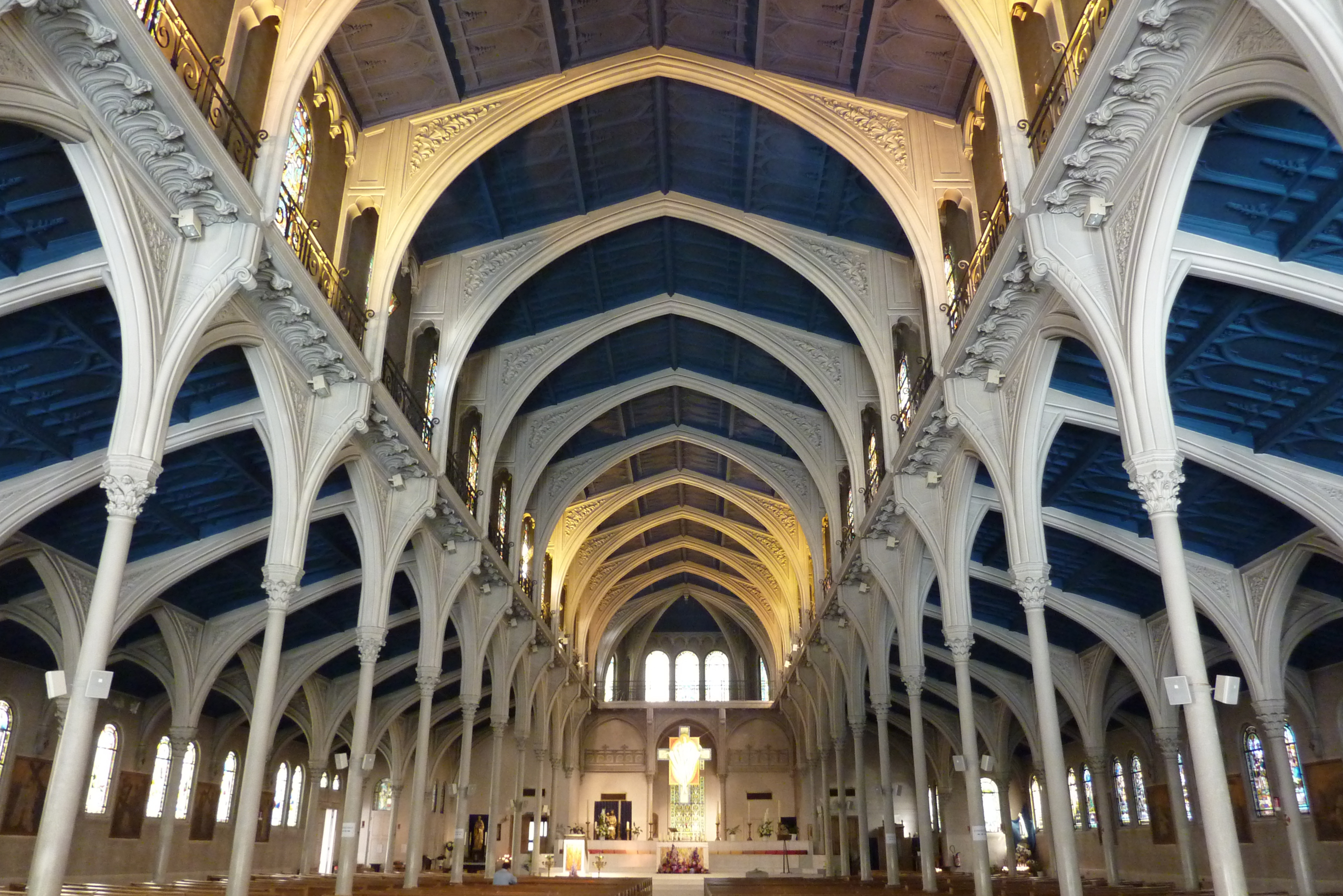
Pohled do lodi kostela

## Architektura
Architektem kostela je Paul Marbeau (1843-1907), který pod vlivem Světové výstavy roku 1889 použil při stavbě kovovou konstrukci. Rozhodl se ponechat tuto konstrukci v interiéru viditelnou, takže loď kostela je v novogotickém slohu, zatímco vnější fasáda je novorománská. Kostel má jednoduchou výzdobu, k cenným patří vitráže ve stylu art deco.